# ربع (آلة)

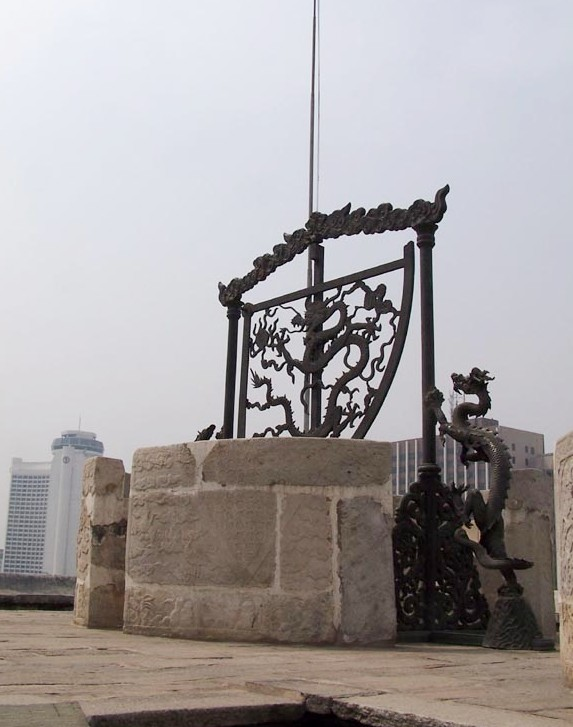
إطار كبير رباعي في مرصد بكين القديم. تم بنائه في عام 1673.

الربع هو أداة تستخدم لقياس الزوايا حتى 90 درجة. يمكن استخدام إصدارات مختلفة من هذه الأداة لحساب القراءات المختلفة، مثل خطوط الطول والعرض والوقت من اليوم. اقترح بطليموس في البداية كنوع أفضل من الأسطرلاب. تم إنتاج عدة أشكال مختلفة من الأداة لاحقًا بواسطة علماء الفلك المسلمين في عصر الحضارة الإسلامية.

## أصل الكلمة
يشير مصطلح رباعي، أي ربع، إلى حقيقة أن الإصدارات المبكرة من الأداة تم اشتقاقها من الأسطرلاب. قام رباعي بتكثيف عمل الأسطرلاب في مساحة ربع حجم الأسطرلاب. كان أساسا ربع الأسطرلاب.

## تاريخ

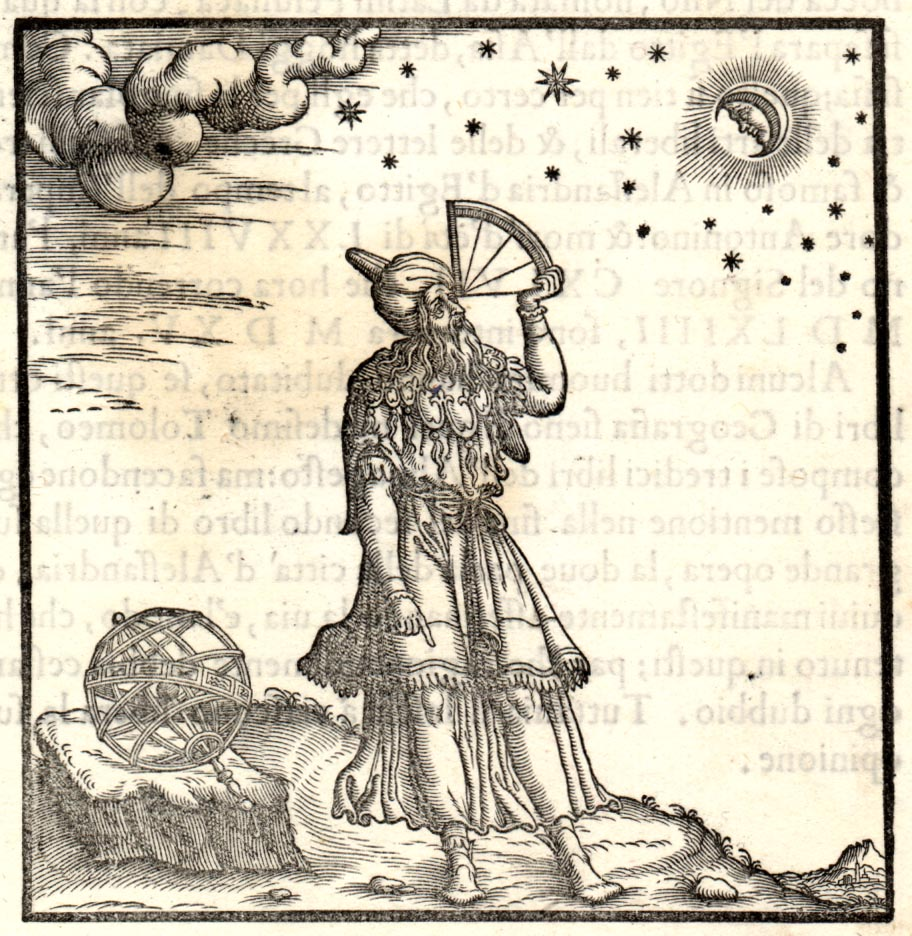
بطليموس يستخدم رباعي

واحدة من أوائل الروايات عن رباعي تأتي من أطروحة المجسطي والتي كتبها بطليموس في حوالي 150 م. ووصف «القاعدة» التي يمكن أن تقيس ارتفاع شمس الظهر من خلال إسقاط ظل ربط شمسي على قوس تخرج من 90 درجة. كان هذا الربع على عكس الإصدارات الأحدث من الأداة؛ كان أكبر وتألفت من عدة أجزاء متحركة. كانت نسخة بطليموس مشتقة من الأسطرلاب وكان الغرض من هذا الجهاز البدائي هو قياس زاوية خط الطول للشمس.
قام علماء الفلك الإسلاميون في العصور الوسطى بتحسين هذه الأفكار وصنعوا الأرباع في جميع أنحاء الشرق الأوسط، في مراصد مثل مرصد مراغة والري وسمرقند. في البداية، كانت هذه الأرباع كبيرة جدًا وثابتة، ويمكن تدويرها لأي تأثير لإعطاء كل من الارتفاع والسمت لأي جسم سماوي. نظرًا لأن علماء الفلك الإسلاميين حققوا تقدماً في النظرية الفلكية ودقة الملاحظة فكان لهم الفضل في تطوير أربعة أنواع مختلفة من الأرباع خلال العصور الوسطى وما بعدها. أولها، رباعي الجيب، اخترعه محمد بن موسى الخوارزمي في القرن التاسع في بيت الحكمة ببغداد.:128 الأنواع الأخرى هي الربع العام، رباعي الرعب ورباعي الأسطرلاب.
خلال العصور الوسطى امتدت معرفة هذه الأدوات إلى أوروبا. في القرن الثالث عشر، كان الفلكي اليهودي يعقوب بن ماشير بن تيبون ‏ حاسماً في زيادة تطوير الربع. كان فلكيًا ماهرًا وكتب عدة مجلدات حول هذا الموضوع، بما في ذلك كتاب مؤثر يشرح بالتفصيل كيفية بناء واستخدام نسخة محسنة من الربع. أصبح الرباعي الذي اخترعه معروفًا باسم (novus quadrans) أو الربع الجديد. كان هذا الجهاز ثوريًا لأنه كان الربع الأول الذي تم بناؤه والذي لا يتضمن الكثير من الأجزاء المتحركة، وبالتالي يمكن أن يكون أصغر بكثير وأكثر قدرة على نقله.
ترجمت المخطوطات العبرية في تيبون إلى اللاتينية وحسّنها الباحث الفرنسي بيتر نايتينقيل بعد عدة سنوات. بسبب الترجمة، أصبحت (Tibbon) أو (Prophatius Judaeus) كما كان معروفًا باللغة اللاتينية، اسمًا مؤثرًا في علم الفلك. استند رباعته الجديد إلى فكرة أن الإسقاط المجسم الذي يعرّف إسطرلاب كوكبي كروي ما زال بإمكانه العمل إذا كانت أجزاء الأسطرلاب مطوية في رباعي واحد. كانت النتيجة جهازًا أرخص بكثير وأسهل استخدامًا وأكثر قابلية للحمل من الأسطرلاب القياسي. كان عمل تيبون بعيد المدى وأثر على نيكولاس كوبرنيكوس ، كريستوفر كالفوس وإيراسموس رينهولد. وتمت الإشارة إلى مخطوطة في الكوميديا الإلهية دانتي أليغييري.
نظرًا لأن الربع أصبح أصغر وأصبح أكثر قدرة على النقل، فقد أضاف قيمة للملاحة. أول استخدام موثق للرباع المتنقل في البحر هو في عام 1461، بواسطة Diogo Gomes. بدأ البحارة بقياس ارتفاع نجم الشمال للتأكد من خط الطول. هذا التطبيق من الأرباع يُعزى عمومًا إلى البحارة العرب الذين يتاجرون على طول الساحل الشرقي لأفريقيا وغالبًا ما يسافرون بعيدًا عن السواحل. سرعان ما أصبح من المعتاد أخذ ارتفاع الشمس في وقت معين بسبب اختفاء نجم الشمال جنوب خط الاستواء.
في عام 1618 قام عالم الرياضيات الإنجليزي إدموند غونتر بتعديل الربع مع اختراع أصبح يُعرف باسم رباعي غونتر. هذا الربع بحجم الجيب كان ثوريًا لأنه كان مكتوبًا بتوقعات المناطق الاستوائية وخط الاستواء والأفق والكسوف. باستخدام الجداول الصحيحة، يمكن للمرء استخدام الربع للعثور على الوقت والتاريخ وطول النهار أو الليل ووقت شروق الشمس وغروبها وخط الطول. رباعي غونتر كان مفيدًا للغاية ولكنه كان له عيوبه؛ يتم تطبيق المقاييس فقط على خط عرض معين وبالتالي فإن استخدام الأداة محدود في البحر.

## أنواع
هناك عدة أنواع من الأرباع

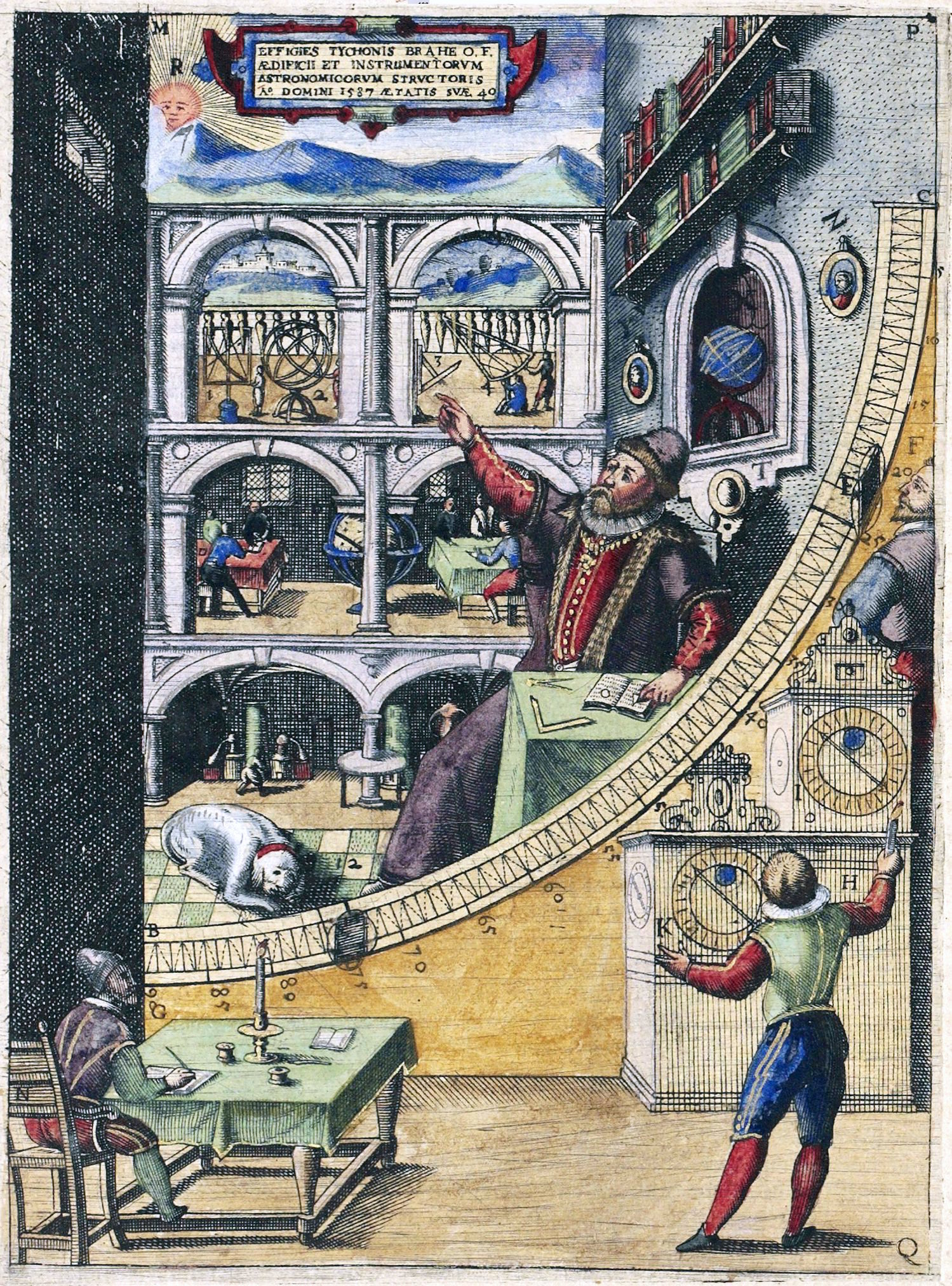
نقش رباعي تيخو براهي مجدرة في أورانيبورغ في عام 1598، يصور الساعتين.

- الأرباع الجدارية، وتستخدم لتحديد الوقت عن طريق قياس ارتفاعات الأجسام الفلكية. أنشأ تيخو براهي أحد أكبر الأرباع الجدارية. من أجل معرفة الوقت، سيضع ساعتين بجانب الربع حتى يتمكن من تحديد الدقائق والثواني فيما يتعلق بالقياسات على جانب الجهاز.[11]
- أدوات كبيرة تستند إلى الإطار تستخدم لقياس المسافات الزاوية بين الأجسام الفلكية.
- الربع الهندسي يستخدم من قبل المساحين والملاحين.
- مرباع دافيس  [لغات أخرى]‏ عبارة عن أداة مدمجة ومؤطرة يستخدمها الملاحون لقياس ارتفاع جسم فلكي.

يمكن تصنيفها أيضًا كـ

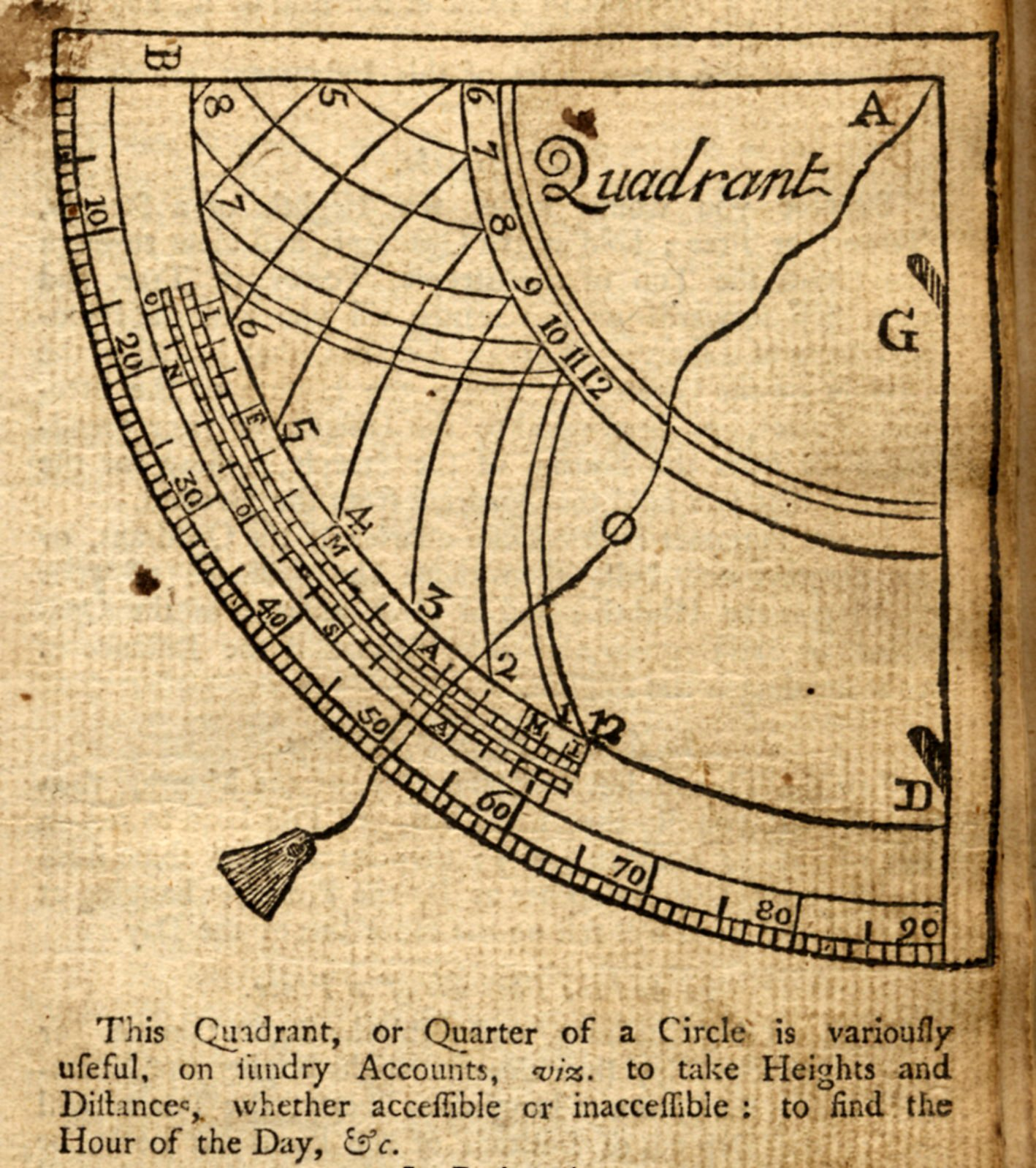
رباعي Horary عند خط عرض يبلغ حوالي 51.5 درجة كما هو موضح في نص تعليمي لعام 1744: للعثور على ساعة اليوم: ضع الخيط مباشرةً في يوم الشهر، ثم امسكه حتى تفلت حبة أو رأس الدبوس الصغير [على طول الخيط] للراحة على أحد خطوط الساعة 12 ؛ ثم دع الشمس تشرق من البصر G إلى الآخر في D ، الهبوط المعلقة في الحرية، ستستقر حبة في ساعة من اليوم. * الارتفاع - الربع البسيط ذو الخط السميك، المستخدم لالتقاط ارتفاع الجسم.

- غونتر – نوع من مميال يستخدمه في مدفعية لقياس زاوية الارتفاع أو الانخفاض في فوهة البندقية أو المدفع أو الهاون، وذلك للتحقق من ارتفاع إطلاق النار بشكل صحيح، وللتحقق من المحاذاة الصحيحة لأجهزة التحكم في إطلاق النار المثبتة على الأسلحة.
- غونتر – رباعي يستخدم لتحديد الوقت وكذلك طول اليوم، عندما تكون الشمس قد أشرقت، والتاريخ، وخط الطول باستخدام جداول ومنحنيات الربع إلى جانب الجداول ذات الصلة. تم اختراعه من قبل إدموند غونتر في عام 1623. كان رباع غونتر بسيطًا إلى حد ما حيث سمح باستخدامه على نطاق واسع وطويل الأمد في القرنين السابع عشر والثامن عشر. وسّع غونتر الميزات الأساسية للرباعيات الأخرى لإنشاء أداة مريحة وشاملة.[10][13]
- الإسلامي حدد أربعة أنواع من الأرباع التي تم إنتاجها من قبل علماء الفلك المسلمين.[3]

1. الربع المجيب – تم استخدامه لحل المشكلات المثلثية وتسجيل الملاحظات الفلكية. تم تطويره من قبل الخوارزمي في بغداد في القرن التاسع وكان سائدا حتى القرن التاسع عشر. الميزة المميزة لها هي شبكة تشبه ورقة الرسم البياني على جانب واحد مقسمة إلى ستين فترة متساوية على كل محور وتحدها أيضًا قوس متدرج بدرجة 90 درجة. تم إرفاق سلك إلى قمة الربع بخرز، لحسابه، وبوب ساقط. كما تم رسمها في بعض الأحيان على ظهر الأسطرلاب.

## التخصيص
خلال العصور الوسطى، غالبًا ما أضاف المصنّعون التخصيص لإقناع الشخص الذي كان الربع المراد منه. في المساحات الكبيرة غير المستخدمة على الاداة، غالبًا ما تضاف سيجيل أو شارة للإشارة إلى ملكية شخص مهم أو ولاء المالك.

## روابط خارجية
- Gunter's Quadrant نسخة محفوظة 3 ديسمبر 2013 على موقع واي باك مشين. Article on the Gunter's Quadrant (PDF)
- Gunter's Quadrant Simulation of Gunter's Quadrant (requires Java)
- A working quadrant in coin form
- ريتشارد الثاني ملك إنجلترا (1396) era equal hour horary quadrant (pictures):
  - back, with tables
  - front, with watch angles